# Kari Matchett
Kari Matchett (Spalding, Saskatchewan, 25 de março de 1970) é uma atriz canadense. É conhecida por seu papel como Mariel Underlay na série de televisão Invasion, como Kate Filmore no filme Cube 2: Hypercube e também como Joan Campbell na série Covert Affairs (Assuntos Confidenciais). Ela se profissionalizou na National Theatre School, em Montreal e na Escola de Teatro de Moscovo (Rússia) e de lá apareceu no palco diversas vezes, inclusive no Festival de Stratford.

## Filmografia
| Ano       | Título                                   | Personagem               | Tipo                                    |
| --------- | ---------------------------------------- | ------------------------ | --------------------------------------- |
| 2010      | Covert Affairs                           | Joan Campbell            | Série de televisão (Elenco principal)   |
| 2009      | The National Tree                        | Faith Russell            | Filme                                   |
| 2009      | Crash                                    | Jules                    | Série de televisão (6 episódios)        |
| 2009      | The Philanthropist                       | Renee Adams              | Série de televisão (1 episódio)         |
| 2009      | Flashpoint                               | Delia Semple             | Série de televisão (1 episódio)         |
| 2009      | Leverage                                 | Maggie Collins           | Série de televisão (2 episódios)        |
| 2008      | Criminal Minds                           | Amy Bridges              | Série de televisão (1 episódio)         |
| 2008      | The Cleaner                              | Shelly Mullins           | Série de televisão (1 episódio)         |
| 2008      | Ugly Betty                               | Dr. Wallace              | Série de televisão (1 episódio)         |
| 2008      | ER                                       | Dr. Skye Wexler          | Série de televisão (5 episódios)        |
| 2007      | Heartland                                | Kate Armstrong           | Série de televisão (9 episódios)        |
| 2007      | Studio 60 on the Sunset Strip            | Mary Tate                | Série de televisão (5 episódios)        |
| 2007      | 24                                       | Lisa Miller              | Série de televisão (10 episódios)       |
| 2006      | Shark                                    | Monica Tanner            | Série de televisão (1 episódio)         |
| 2006      | Intimate Stranger                        | Karen Reese              | Filme                                   |
| 2005-2006 | Invasion                                 | Dr. Mariel Underlay      | Série de televisão (22 episódios)       |
| 2006      | Civic Duty                               | Marla Allen              | Filme                                   |
| 2005      | Wild Card                                | Gigi Germain             | Série de televisão (1 episódio)         |
| 2005      | Plague City: SARS in Toronto             | Amy                      | Filme                                   |
| 2005      | Puppets Who Kill                         | Laura                    | Série de televisão (1 episódio)         |
| 2005      | The Eleventh Hour                        | Corrina Mallett          | Série de televisão                      |
| 2004      | A Very Married Christmas                 | Donna                    | Filme                                   |
| 2004      | Blue Murder                              | Det. Elaine Bender       | Série de televisão (14 episódios)       |
| 2004      | 5ive Days to Midnight                    | Claudia Whitney          | Filme                                   |
| 2004      | Wonderfalls                              | Beth                     | Série de televisão (3 episódios)        |
| 2003      | Betrayed                                 | Judy Bryce               | Filme                                   |
| 2002      | Cypher                                   | Diane                    | Filme                                   |
| 2002      | 19 Months                                | Page                     | Filme                                   |
| 2002      | The Glow                                 | Allison                  | Filme                                   |
| 2002      | A Nero Wolfe Mystery                     | Lily Rowan               | Série de televisão (17 episódios)       |
| 2002      | Cube 2: Hypercube                        | Kate Filmore             | Filme                                   |
| 2002      | Men with Brooms                          | Linda Bucyk              | Filme                                   |
| 2001      | Angel Eyes                               | Candace                  | Filme                                   |
| 2001      | All Souls                                | Dr. Stefani Volette      | Série de televisão (1 episódio)         |
| 2001      | A Colder Kind of Death                   | Maureen Gault            | Filme                                   |
| 2000      | Task Force: Caviar                       | Linda                    | Filme                                   |
| 2000      | Power Play                               | Colleen Blessed          | Série de televisão (26 episódios)       |
| 2000      | Apartment Hunting                        | Sarah                    | Filme                                   |
| 1999      | Rembrandt: Fathers & Sons                | Saskia van Rijn          | Filme                                   |
| 1998      | Earth: Final Conflict                    | Siobhan Beckett / Rho'ha | Série de televisão (7 episódios)        |
| 1998      | A Marriage of Convenience                | Elizabeth                | Filme                                   |
| 1998      | Poltergeist: The Legacy                  | Caroline Crane           | Série de televisão (1 episódio)         |
| 1998      | Once a Thief                             | Claire Holland           | Série de televisão (1 episódio)         |
| 1997      | Viper                                    | Beatrice                 | Série de televisão (1 episódio)         |
| 1997      | Breach of Faith: Family of Cops II       | Marina                   | Filme                                   |
| 1997      | What Happened to Bobby Earl?             | Nicki Corlis             | Filme                                   |
| 1997      | PSI Factor: Chronicles of the Paranormal | Mary O'Brie              | Série de televisão (1 episódio)         |
| 1997      | Ready or Not                             | Sheila / Sheila Ramone   | Série de televisão (6 episódios)        |
| 1997      | Papertrail                               | Alison Enola             | Filme                                   |
| 1996      | Undue Influence                          | Marcie Reed              | Filme                                   |
| 1996      | Forever Knight                           | Alyssa de Brabant        | Série de televisão (1 episódio)         |
| 1996      | The Rez                                  | Tanya Nanibush Beakhert  | Série de televisão (episódios desconh.) |